# 筑水キャニコム
株式会社筑水キャニコム（ちくすいキャニコム、英: CHIKUSUI CANYCOM,INC.）は、国内大手の産業機械運搬車（農業機械、建設機械、林業機械等）の不整地運搬車メーカー。
国内ではダジャレのようなネーミングの製品を製造・販売している。

## 事業所所在地
- うきは本社（登記上の本店） : 福岡県うきは市吉井町福益90-1
- 東京本社 : 東京都港区芝大門1-1-32御成門エクセレントビル6F
- 福岡本社 : 福岡市博多区博多駅前4-11-19-3F

## 沿革
- 1948年 - 包行農具製作所として創業。
- 1955年 - 会社設立（筑水農機販売株式会社）する。
- 1961年 - 農用トレーラー製造を開始する。
- 1964年 - 本社を現在地に移転する。社名を「筑水農機株式会社」に改称。
- 1976年 - 大阪支店開設
- 1978年 - 運輸省（現：国土交通省）の型式認定車の生産開始をする。
- 1986年 - 林内作業車「やまびこ」林野庁長官賞受賞。
- 1989年 - CI導入し、「筑水キャニコム」に社名を変更する。小林亜星作曲、伊藤アキラ作詞による社歌を作成。
- 1995年 - 回転ダンプ式不整地運搬車「シャチ」が第7回中小企業優秀技術・新製品賞を受賞。
- 2001年 - 四輪駆動乗用草刈機「まさお」がグッドデザイン賞を受賞。
- 2003年 - 乗用草刈機「まさお」　財団法人日本発明振興協会考案功労賞を受賞。
- 2004年 - 盲導犬の育成及び普及促進支援スタート
- 2005年 - 「ブッシュカッタージョージ」福岡産業デザイン優秀賞を受賞。
- 2006年 - EJ10「ついてくるか〜い」福岡産業デザイン協議会福岡産業デザイン奨励賞を受賞。
- 2007年 - EG60「伝導よしみ」日刊工業新聞社第17回ネーミング大賞ビジネス部門4位
- 2007年 - CMX222 乗用草刈機「まさお」の新シリーズがグッドデザイン賞を受賞。*2度目。
- 2009年 - 乗用芝刈機「芝耕作」が日刊工業新聞社第19回ネーミング大賞ビジネス部門1位を受賞。
- 2010年 - 不整地運搬車「北国の春・・・ぉ。みなみの春・・・ぉ。」第20回ネーミング大賞ビジネス部門2位を受賞
- 2011年 - 電動式バイク「おでかけですカー」第21回日刊工業新聞社ネーミング大賞生活部門2位を受賞*5年連続入賞。
- 2011年 - 博多事務所「デザインの森博多」開設。
- 2015年 - カンブリア宮殿【農家＆世界が感動！スーパーニッチ“ものづくり”に会長 包行均が出演。
- 2016年 - 東京事務所「グローカル・ヘッドワーク・オフィス」開設。
- 2017年 - 日刊工業新聞社 第27回ネーミング大賞 ビジネス部門2位。『製品名 クローラ運搬車｢安全湿地帯｣』※11年連続受賞
- 2018年 - 日刊工業新聞社 第28回ネーミング大賞 ビジネス部門1位。『製品名 雑草刈機｢荒野の用心棒ジョージ｣』※12年連続受賞

## CI導入
- 1989年に、社名を筑水農機から現在の筑水キャニコムヘ変更した。キャニコム（CANYCOM）とは、「CAN CARRY ANY COMMUNICATION」をもとに考え出されたものであり、同時に「CANEYUKI COMPANY」（包行氏の会社）という意味でもある[1]。

## 商品開発

### ビデオによる意見収集
- 営業マンにはビデオによりユーザーの声を拾うことが要請されている。2000年頃から営業マン全員がビデオカメラを持ち、ユーザーに会って感想を撮ってくることが課されている。最終的には、既存製品を磨き上げるためや次の商品開発のヒントとして改良点・改善点をいかに拾うかが営業に与えられた課題である。また、ユーザーからの肯定的な感想は製作側のモチベーションアップにつながるためビデオを30分程度に編集して開発や工場の社員に提示することも行われている[2]。

### 客の「ボヤキ」は、確実に購買につながるニーズ
- ボヤキには“ABC”の3ランクがある。
- 最低のCランクは、値段が高いというボヤキ。
- Bランクは、商品の改良につながるボヤキ。
- Aランクは、新商品の開発につながるボヤキ。
- 客のボヤキを「天の声」として受取る姿勢こそが、抜群の商品開発力につながる[3]。

## 営業拠点
- 国内6ヶ所 (仙台、東京、埼玉、群馬、大阪、広島、兵庫、福岡)
- 海外3ヶ所 (アメリカ・シアトル、スイス、韓国、フィリピン、タイ)

## グループ会社
- CANYCOM USA, INC. (アメリカ・シアトル)
- 筑水農機（常州）有限公司　中国工場 ジャスパーガーデン
- CANYCOM KOREA, INC.(주)캐니콤코리아

## 主要商品
- 小型運搬車
  - ピンクレディー
  - ヒラリー
  - 北国の春・・・ぉ。みなみの春・・・ぉ。
  - イグレック・コア
  - カネマル
  - 伝導よしみ（発電機付車両）
- 小型特殊自動車
  - ライガー
  - 下町小町
- 林業機械
  - やまびこ（林内作業車）
    - 地元浮羽の森林組合の要望で開発した林内作業機「やまびこ」は、ウインチ（巻揚げ機）を利用して木材の揚げ下ろしや、資材運搬が手元で遠隔操作できる作業車。1991年9月、九州を襲った台風19号により、風倒木処理の需要が高まった。このとき「やまびこ」が大活躍し、これをきっかけに風倒木処理の現場では必需品のように普及した[1]。全国的知名度が高い機械である[4]。
- 草刈機機械
  - 草刈機「まさお」シリーズ
    - サムライまさお
    - 1000まさお
    - F1まさお
    - Hey！MASAO
    - 家族のまさお

  - 草刈機「軽井枝夫人」シリーズ
  - ブッシュカッター「ジョージ」
  - 荒野の用心棒「ジョージ」
- 建設機械車両（不整地運搬車）
  - シャチ（回転ダンプシリーズ）
- 電動アシストカート
  - ついてくるか〜い
  - 電動駆動静香
  - 立ち乗りひろしです。
  - おでかけですカー - 原動機付自転車として扱われている。
  - 電動4輪車　ピヨッコ （R44N）
- トランスミッション
  - 超低速トランスミッション「ナ・ガ・ラミッション」

## テレビ番組
- 日経スペシャル カンブリア宮殿 農家＆世界が感動！スーパーニッチ"ものづくり"（2015年10月22日、テレビ東京）[5]

## 書籍

### 関連書籍
- 『ものづくりは、演歌だ。 義理と人情の“ものづくり"で世界一を目指す男』（著者:包行均）（2013年1月21日、ダイヤモンド社）ISBN 9784478023679
- 『これぞ、ザ・ネーミング～。』（著者:包行均）（2016年3月18日、日刊工業新聞社）ISBN 9784526075575